# Михайловка (Старогольское сельское поселение)
Миха́йловка — деревня в Новодеревеньковском районе Орловской области России.
Входит в состав Старогольского сельского поселения.

## География
Деревня расположена западнее деревень Гордоново и Серебряный Колодец. Восточнее Михайловки находится Пучков лес, к северо-западу от деревни — лес Остров.

## Население
| 2010 |
| ---- |
| 0    |